# Galenbeck
Galenbeck är en kommun och ort i Landkreis Mecklenburgische Seenplatte i förbundslandet Mecklenburg-Vorpommern i Tyskland.
Kommunen bildades den 1 januari 2003 genom en sammanslagning av de tidigare kommunerna Kotelow, Schwichtenberg och Wittenborn.
Kommunen ingår i kommunalförbundet Amt Friedland tillsammans med kommunerna Datzetal och Friedland.